# Chiesa di Nostro Signore Gesù Cristo (Napoli)
La parrocchia della Resurrezione di Nostro Signore Gesù Cristo è una chiesa di Napoli, situata in Scampia.
Parte del VIII decanato dell'Arcidiocesi di Napoli, è concepita con un'architettura moderna ed è l'unica chiesa dell'Arcidiocesi intitolata alla Resurrezione di Cristo.

## Storia
La storia della Parrocchia della Resurrezione è indissolubilmente legata a quella del quartiere Scampia, nello specifico del rione Monterosa, nonché alla figura di mons. Vittorio Siciliani.
Padre Vittorio, una volta arrivato nel rione iniziò a celebrare i sacramenti in uno scantinato adibito a chiesa mentre veniva costruita il nuovo edificio dal 1968 al 1973 la comunità viveva i momenti di fede nello scantinato, dalla notte di Pasqua del 1973 la comunità inizio a ritrovarsi nel nuovo edificio non ancora ultimato, dal 1972 al 1975  fu completata la costruzione della chiesa e il 7 maggio 1975 la chiesa fu consacrata dal cardinale Ursi.

## Descrizione
La chiesa parte alla base con una forma quadrata salendo diventa piramidale che culmina con il campanile sovrastato da una croce, la parte bassa della facciata presenta dei finestroni rettangolari. La chiesa presenta all'ingresso presenta due atri, uno interno e un esterno, quest'ultimo presenta tre entrate con porte di legno che portano all'atrio interno con due porte laterali e una al centro in legno tamburato che conducono all'aula sacra vera e propria, vicino all'ingresso laterale sinistro, riposa in un loculo di marmo il sacerdote fondatore, Vittorio Siciliani.
La sala liturgica è di forma quadrata con tre navate, si presenta spaziosa e molto alta, e ottiene molta luce da numerosi finestroni che raffigurano scene della bibbia posti tutto intorno. la navata centrale conduce al presbiterio che è sovrastato da un polittico raffigurante il Cristo Risorto, alcune donne tra cui Maria, madre di Gesù, i discepoli Pietro, Paolo e Giovanni e alcuni santi e laici. Nelle navate laterali sono presenti due nicchie per navate contenenti alcune statue di santi.